# Kombiinstrument
Kombiinstrumentet (forkortelse for kombinationsinstrument, engelsk: Instrument Cluster) er instrumentblokken i motorkøretøjer (personbiler, lastbiler, motorcykler osv.), som er en sammensætning af speedometer, kilometertæller, omdrejningstæller, brændstofmåler, kølevæsketermometer og kontrollamper.
Hvor disse instrumenter tidligere var mekaniske og senere elektroniske, er de i dag for de meste mikrocomputere. Med indføring af mikroprocessorer og mikrocontrollere er det blevet muligt at benytte LCD-displays. Det nyeste udstyr er head-up displayet, som for første gang blev benyttet i 1980 i cockpittet på en flyvemaskine. For bedre læsbarhed benyttes fortsat for det meste viserinstrumenter, som dog drives af processorstyrede step-motorer. Som styreenhed er kombiinstrumentet tilsluttet køretøjets CAN-bus (en historisk, i dag betydningsløs forløber var U22CC-bussen, men også K-ledningen er blevet benyttet). Denne indsamler de nødvendige informationer fra de tilsluttede styreenheder som f.eks. motorstyring, ABS og ESP.
Yderligere tillægsfunktioner, som ofte varetages af kombiinstrumentet, er visning af urtiden − også med DCF77-synkronisering, visning af udetemperaturen − ofte forbundet med advarsel om glat føre, afstandsadvarsel med grafisk visning, kørecomputerfunktion, for speedometre styring af en eventuelt monteret fartskriver, oliestandsindikator, information om startspærre samt indsamling af informationer om motorbelastning og kørte kilometre (på simplere udførelser kun sidstnævnte), for at advisere føreren og ejeren om et kommende serviceeftersyn. Udover displays og kontrollamper er der for det meste også akustiske advarselstoner, f.eks. for glemt sikkerhedssele eller en hørbar tilbagemelding om blinklysets funktion. Disse tillægsfunktioner kan variere meget de enkelte bilfabrikanter imellem samt mellem de enkelte motor- og udstyrsvarianter indenfor samme modelserie.
I den seneste tid er kombiinstrumenterne blevet udvidet med informationer om navigation, multimediabenyttelse og mulighed for nødopkald. Udviklingen af kombiinstrumenter varetages i Tyskland af firmaerne VDO og Bosch, i Frankrig af firmaet Jaeger, i Storbritannien Lucas samt det amerikanske Delphi Corporation, som også har repræsentanter i Europa.